# Shandon Baptiste
Shandon Baptiste (1998. április 8. –) grenadai labdarúgó, aki középpályásként játszik a Luton Town színeiben.

## Klubkarrier
Baptiste ifjúsági játékos volt a Readingban , mielőtt 2015 szeptemberében csatlakozott az Oxford Unitedhez. Az első csapatban 2017. augusztus 29-én debütált Pep Clotet irányítása alatt, a 71. percben lépett pályára Jack Payne helyett egy 6-2-es győzelem alkalmával a Stevenage ellen, egy kupameccsen. Két hónappal később szerződést írt alá a Uniteddel.
Az első profi gólját a Newport Country ellen szerezte, a Carabao Cup-ban, 2018. augusztus 18-án.
Szeptember 25-én csapatkapitányként vezette pályára a csapatot, a Manchester City elleni ligakupa meccsen. 2018 végén megsérült. Idén januárban visszatért, de az első meccsén egy súlyos sérülést szenvedett. Várhatóan kihagyja az egész 2018-2019-es szezont.
2020. január 31-én ismeretlen összegért a másodosztályú Brenfordhoz szerződött (egyes hírek szerint 2.25 millió euró, plusz kiegészítők), ahol egy 4,5 féléves szerződést írt alá, ami további egy évvel hosszabbítható. A 2019/20-as idényben mindössze tizenhárom alkalommal lépett pályára, és csapatával vereséget szenvedtek az EFL-kupa 2020-as döntőjében.

## Válogatott
Baptiste egy Panama elleni barátságos meccsen debütált a válogatottban, St. George's-ban, 2017 októberében. Grenada 5-0-ás vereséget szenvedett.

## Játékstílus
Shandon Baptiste egy box-to-box középpályás, azaz minden poszton bevethető.

## Statisztikák

### Klub
| Klub                                 | Szezon   | Bajnokság             | Bajnokság | Bajnokság | FA Kupa | FA Kupa | Ligakupa | Ligakupa | Egyéb | Egyéb | Összesen | Összesen |
| Klub                                 | Szezon   | Osztály               | Mérk.     | Gólok     | Mérk.   | Gólok   | Mérk.    | Gólok    | Mérk. | Gólok | Mérk.    | Gólok    |
| ------------------------------------ | -------- | --------------------- | --------- | --------- | ------- | ------- | -------- | -------- | ----- | ----- | -------- | -------- |
| Oxford United                        | 2017–18  | League One            | 0         | 0         | 0       | 0       | 0        | 0        | 2     | 0     | 2        | 0        |
| Hampton & Richmond Borough (kölcsön) | 2017–18  | National League South | 21        | 0         | 0       | 0       | —        | —        | 2     | 0     | 23       | 0        |
| Oxford United                        | 2018–19  | League One            | 9         | 0         | 1       | 0       | 3        | 1        | 1     | 0     | 14       | 1        |
| Összesen                             | Összesen | Összesen              | 30        | 0         | 1       | 0       | 3        | 1        | 5     | 0     | 39       | 1        |

### Válogatott
| Grenada | Grenada      | Grenada |
| Év      | Pályáralépés | Gól     |
| ------- | ------------ | ------- |
| 2017    | 2            | 1       |
| Össz.   | 2            | 1       |

### Válogatottbeli gólok
|    | Dátum              | Helyszín                                      | Ellenfél           | Eredmény a gól után | Végeredmény | Meccstípus          |
| -- | ------------------ | --------------------------------------------- | ------------------ | ------------------- | ----------- | ------------------- |
| 1. | 2017. november 12. | Trinidad és Tobago, Couva, Trinidad és Tobago | Trinidad és Tobago | 1–0                 | 2–2         | Barátságos mérkőzés |